# Fatalna godzina
Fatalna godzina – polski film fabularny z 1914 roku. Jest znany również pod alternatywnym tytułem Doktor Murski. Film nie zachował się do dziś.